# Тени (альбом)
«Тени» — второй студийный альбом певицы Ёлки, выпущенный в 2006 году на лейбле 100Pro и переизданный в 2007 году лейблом Velvet Music.

## Список композиций
| №   | Название                  | Текст песни     | Музыка                                 | Длительность |
| --- | ------------------------- | --------------- | -------------------------------------- | ------------ |
| 1.  | «Тонкий мир теней»        | Влад Валов      | Влад Валов, Альберт Краснов            | 1:13         |
| 2.  | «Тени»                    | Влад Валов      | Тика, DJ Lenar, Влад Валов             | 3:47         |
| 3.  | «Потёртые джинсы»         | Влад Валов      | Тика, Влад Валов                       | 4:00         |
| 4.  | «Северное море»           |                 | Тика, Влад Валов                       | 0:36         |
| 5.  | «Наводнение»              | Влад Валов      | Тика, Влад Валов, Альберт Краснов      | 3:21         |
| 6.  | «Ангел-хранитель»         | Влад Валов      | Mr. Bruce, Альберт Краснов             | 4:16         |
| 7.  | «Светит звезда»           | Влад Валов      | Альберт Краснов, Влад Валов            | 3:32         |
| 8.  | «Девочка-студентка»       | Влад Валов      | Альберт Краснов, Влад Валов            | 3:35         |
| 9.  | «Автобус»                 | народный        | Влад Валов                             | 0:22         |
| 10. | «Хамство»                 | Влад Валов      | Альберт Краснов                        | 3:54         |
| 11. | «Рингтончик»              | Ёлка            | Ёлка                                   | 0:12         |
| 12. | «Принц уходящего дня»     | Влад Валов      | Альберт Краснов                        | 3:36         |
| 13. | «Я иду одна»              | Влад Валов      | Альберт Краснов                        | 0:48         |
| 14. | «Дождь»                   | Альберт Краснов | Гуру, Альберт Краснов, Влад Валов      | 3:27         |
| 15. | «Зачем?!» (с Мастер Шеff) | Влад Валов      | Mr. Simon, Альберт Краснов, Влад Валов | 4:24         |
| 16. | «Рассвет» (с Мастер Шеff) | Влад Валов      | Mr. Bruce                              | 3:46         |
| 17. | «Сердце ветра»            | Альберт Краснов | Альберт Краснов                        | 0:24         |
| 18. | «Я знаю!»                 | Влад Валов      | Альберт Краснов                        | 3:37         |

- Бонус-треки

| №   | Название                            | Текст песни | Музыка          | Длительность |
| --- | ----------------------------------- | ----------- | --------------- | ------------ |
| 19. | «Девочка-студентка» (Al Solo remix) | Влад Валов  | Альберт Краснов | 3:37         |
| 20. | «Три пути» (DJ Lenar remix)         | Влад Валов  | DJ Lenar        | 4:18         |
| 21. | «Горы» (remix)                      |             |                 | 3:47         |

## Рецензии
Яркая прелестная манера исполнения Ёлки, мелодии современного R’n’b, ломанные ритмы – всё это настолько свежая струя на нашей поп-рок-сцене, что не отметить её просто невозможно.
 — пишет Сергей Горцев на сайте tektonika.ru 